# War for the Overworld
War for the Overworld ist ein Echtzeit-Strategiespiel für Windows, Mac OS und Linux, welches von Subterranean Games entwickelt wird. Das Spiel ist vor allem inspiriert von Dungeon Keeper, es wurden jedoch auch Overlord, Evil Genius und StarCraft als Vorbilder genannt. Über eine Finanzierungskampagne über die Crowdfunding-Plattform Kickstarter erhielt das Spieleprojekt schon vor der Veröffentlichung eine breite Publikums-Aufmerksamkeit und Medienresonanz.

## Spielprinzip

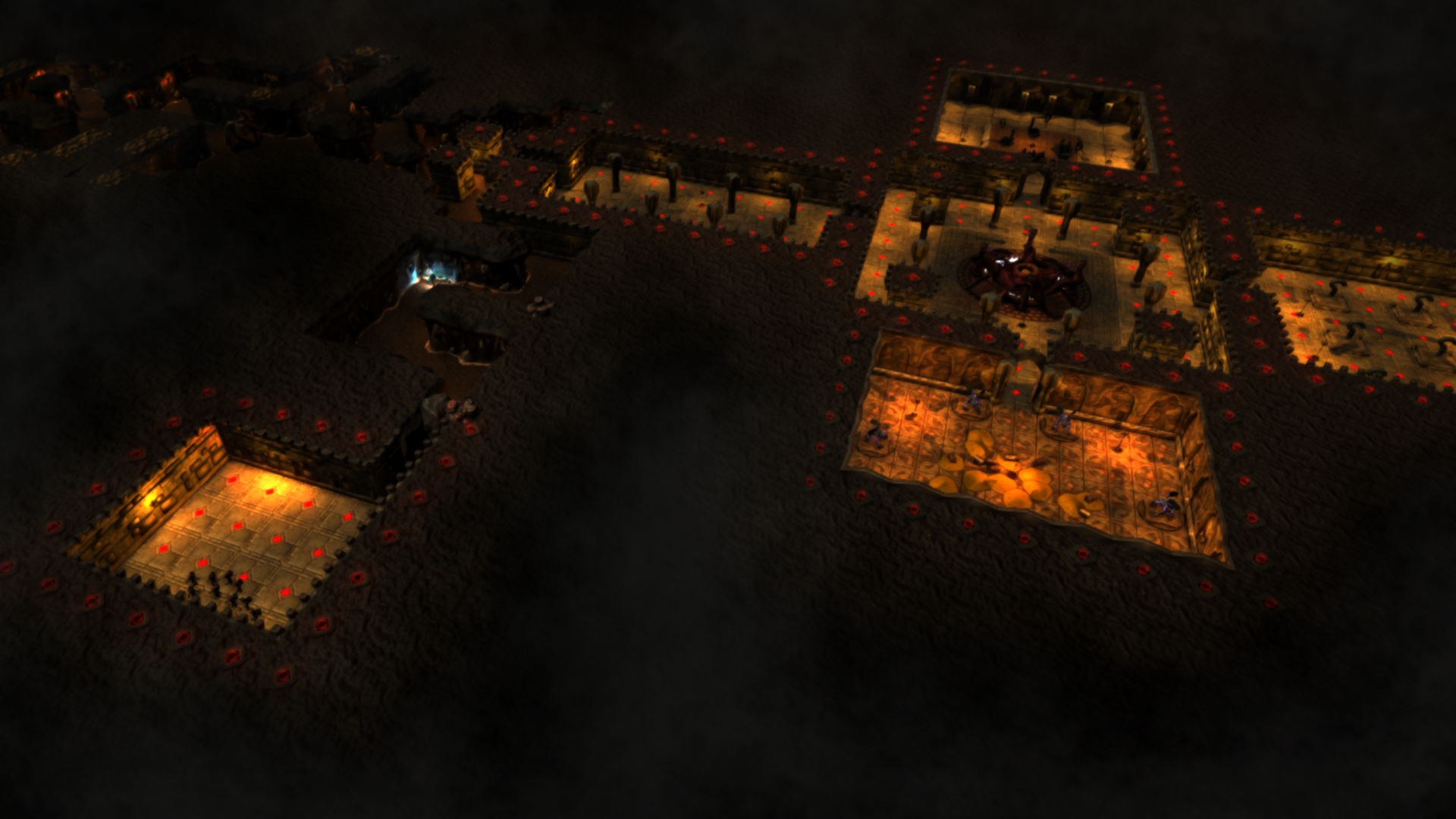
Screenshot eines Kickstarter Demos von War for the Overworld: Überblick über ein Dungeon, unterteilt in Räume welche verbunden sind durch ein Gangsystem. Der Spieler baut seinen Dungeon aus.

In dem Spiel übernimmt der Spieler als sogenannter „Underlord“ die Rolle eines Herrschers über ein unterirdisches Reich (Dungeon). Primäre Aufgabe ist es, den Dungeon auf- und auszubauen, um mit Fallen und Kreaturen feindlich gesinnte Helden besiegen zu können. Der Spieler startet typischerweise mit einem kaum oder nicht ausgebauten Raum- und Gangsystem und hat die Aufgabe, die Struktur und den Aufbau des Dungeons selbst zu entwerfen. Das Spiel wird in Echtzeit gespielt, d. h. der Spieler muss schnelle Entscheidungen fällen, während Kämpfe zwischen seinen Kreaturen und den Helden stattfinden. Armeen von untergebenen Kreaturen können trainiert und geführt werden, Zaubersprüche zur Schädigung der Feinde oder zur Unterstützung der eigenen Truppen stehen zur Verfügung. Das Spiel ist Micromanagement-lastig, es muss u. a. eine Versorgung der Untergebenen mit Nahrungsmittel, Gold und Unterhaltung sichergestellt werden sonst werden sie unzufrieden oder verlassen sogar das Dungeon.
Das Spiel wird eine Kampagne, einen Sandbox-Modus und Online-Mehrspielermodus umfassen.

## Geschichte

### Konzept und Finanzierung
Subterranean Games wurde vor allem von Dungeon-Keeper-Fans aus der Modding-Community gegründet, um das noch von Bullfrog Productions konzeptionierte, aber nie realisierte Dungeon Keeper 3: War for the Overworld zu erstellen. Da die Urheberrechte beim US-Publisher Electronic Arts liegen, sind jedoch keine direkten Bezüge zu Dungeon Keeper vorhanden, eine entsprechende Lizenz wurde nicht erworben.
Am 29. November 2012 startete Subterranean Games eine Kickstarter-Kampagne für War for the Overworld mit dem Ziel, bis zum 3. Januar 2013 150.000 britischen Pfund einzusammeln. Für je 75.000 Pfund zusätzliches Kapital versprachen die Entwickler eines von zwölf zur Wahl stehenden „Flex Goals“ umzusetzen. Diese Erweiterungsziele umfassten zusätzliche Spielinhalte, Mehrspieler-Modi sowie einen Dungeon-Crawler-Modus, in welchem der Spieler als Held in den Szenarios interagieren kann. Unterstützer der Kampagne erhielten im Gegenzug Zusagen über Belohnungen, deren Umfang in Abhängigkeit zur Höhe des finanziellen Beitrags standen. Zu den Belohnungen gehörten unter anderem der Zugang zu frühen Beta-Versionen des Spiels, eine Download-Version des fertigen Spiels oder der Soundtrack des Spiels. Zu den unterstützten Plattformen, der ursprünglich für den 30. August 2013 angepeilten Spieleveröffentlichung, zählten Microsoft Windows, Mac OS und Linux. Mit dem Spiel mitgeliefert werden sollte auch ein Modding-Tool namens „Dungeoneer“ mit dem Karten, Spiel-Kampagnen und neue Spielmodi erstellt werden können. Im Laufe der Kampagne wurde eine frühe Demoversion erweitert und zum Download zur Verfügung gestellt, welche Kreaturen, Artwork und das grundlegende Spieldesign vorstellt.
Am 22. Dezember 2012 pries Dungeon-Keeper-Erfinder Peter Molyneux Subterranean Games Hingabe und Vorgehensweise bei der Erstellung des Spiels und forderte die Fans seiner beiden Spiele auf, die Kickstarter-Kampagne zu unterstützen. Am 3. Januar 2013 wurde die Kampagne erfolgreich mit 211.371 britischen Pfund abgeschlossen. Zum Ende der Kampagne wurde zusätzlich noch ein auf PayPal basierende Bezahlmöglichkeit eingerichtet, mit der Unterstützer noch bis zur Veröffentlichung des Spiels zur Erreichung der Zusatzziele beitragen konnten.

### Entwicklung
Die Entwickler entstammen der Dungeon-Keeper-Modding-Community. Das Spiel wurde mittels Unity Engine programmiert. Die Veröffentlichung war ursprünglich für August 2013 geplant, verzögerte sich jedoch. Bereits im Mai 2013 wurde mit Hilfe von Steams Early-Access-Programm für interessierte Spieler gegen Bezahlung der Zugang zu frühen Entwicklungsfassungen des Spiels ermöglicht. Die vorab an die Presse verteilte Testversion hatte noch mit zahlreichen technischen Problemen zu kämpfen. Die Fachpresse sprach zunächst Kaufwarnungen aus.

### Veröffentlichung
Die Veröffentlichung wurde wiederholt verschoben, letztlich veröffentlicht wurde das Spiel am 2. April 2015. Das Spiel wird via Steam und, ohne Digitale Rechteverwaltung, auch via GOG.com für Windows (7, 8, 10) und Linux vertrieben. Inzwischen erschienen sechs Erweiterungen als Downloadable Content. Patch 1.4. erschien zeitgleich mit dem Heart of Gold DLC, der die Kampagne ergänzt und neue Einheiten enthielt. Patch 1.6 erschien zusammen mit der Erweiterung Mein Hobby-Dungeon. Die Kampagne ist im Sandbox-Stil gehalten. Im Jahr 2018 wurde bekannt gegeben, dass das Spiel mit Patch 2.0 vollendet sei und nur noch Bugfixes folgen sollten.

## Rezeption
Es handele sich um eine Hommage an Dungeon Keeper 2, die stimmungsvoll aber auch unzeitgemäß inszeniert sei. Es gäbe Probleme mit der Wegfindung. Das Spiel wirke wie ein unlizenziertes Remake. Dem Titel fehle es an Eigenständigkeit und neuen Ideen. Die Grafik sei veraltet.